# Hemsleya dolichocarpa
Hemsleya dolichocarpa là một loài thực vật có hoa trong họ Cucurbitaceae. Loài này được W.J. Chang mô tả khoa học đầu tiên năm 1983.